# Ottava (liturgia)
Il termine ottava nella liturgia della Chiesa cattolica viene usato con due significati diversi.
In un primo senso, con ottava si intendono gli otto giorni che seguono una festa molto importante, compreso il giorno della festa stesso. Così, per ottava di Natale si intendono gli otto giorni dal 25 dicembre al 1º gennaio compresi. Per ottava di Pasqua si intendono gli otto giorni da Pasqua alla domenica successiva compresa.
In un secondo significato, con ottava si intende il settimo giorno dopo la festa. Così, per ottava di Natale si intende il giorno 1º gennaio, giorno in cui, nel rito romano, si celebra la solennità di Maria Santissima Madre di Dio e, nel rito ambrosiano, la Circoncisione di Gesù, e per ottava di Pasqua si intende la Domenica in albis, la prima domenica che segue la Pasqua.

## Rito romano
Il calendario liturgico tridentino, prima della riforma di papa Pio XII, prevedeva diciotto ottave. Tale calendario, incluso da papa Pio V nel Breviario Romano del 1558 e nel Messale Romano del 1560, indicava cinquanta giorni dell'anno come giorni di ottava, senza contare le stesse feste di cui le ottave sono il prolungamento e senza contare quelle delle feste mobili, come Pasqua e Pentecoste. Indicava inoltre in diversi giorni la celebrazione di più ottave, come si celebravano in ognuno degli ultimi giorni di dicembre le ottave della Natività di Nostro Signore Gesù Cristo, di Santo Stefano Protomartire, di San Giovanni Apostolo e Evangelista e dei Santi Innocenti. Tali ottave erano divise in privilegiate (distinte ulteriormente secondo un I, II o III ordine), normali e semplici.
Papa Pio XII ridusse le ottave a soltanto tre: Pasqua, Pentecoste, Natale. Abolì tutte le altre, anche quelle dei calendari particolari. Il Codice delle Rubriche del Breviario e del Messale Romano di papa Giovanni XXIII ha distinto le ottave di I classe (Pasqua e Pentecoste) da quella di II classe (Natale).
Con il motu proprio Mysterii paschalis del 14 febbraio 1969, papa Paolo VI ha abolito l'ottava di Pentecoste, lasciando solo quelle di Pasqua e di Natale. Ha abolito pure la distinzione introdotta da Giovanni XXIII tra ottave di prima e di seconda classe.
L'ottava di Pentecoste è conservata nel calendario della Messa tridentina del 1962. Nella liturgia riformata dopo il Concilio Vaticano II sono piuttosto i giorni precedenti la festa che anticipano il tema della festa, come nella novena di Pentecoste. Le orazioni della Messa e della Liturgia delle Ore pregano, per esempio: "O Padre, il tuo Figlio unigenito, prima di salire al cielo, ha promesso ai suoi apostoli lo Spirito Santo: tu, che hai dato loro la multiforme ricchezza della Sapienza eterna, concedi anche a noi di ricevere i doni del tuo Spirito"; "O Dio, che con la glorificazione del tuo Figlio e con l'effusione dello Spirito Santo ci hai aperto il passaggio alla vita eterna, fa' che, partecipi a così grandi doni, progrediamo nella fede e nel tuo amore".

## Significato
L'ottava di una grande festa ha il significato di prolungare la festa stessa. Sottolinea anche il ciclo settimanale della liturgia cristiana che ha come momento principale la celebrazione della domenica.